# Монти Пајтон и Свети грал
Монти Пајтон и Свети грал (енгл. Monty Python and the Holy Grail) је британски хумористички филм из 1975. године, који су снимили чланови групе Монти Пајтон (Грејам Чепмен, Џон Клиз, Тери Гилијам, Ерик Ајдл, Тери Џоунс и Мајкл Пејлин). Филм је замишљен током паузе између треће и четврте серије њихове телевизијске серије Летећи циркус Монтија Пајтона.
Иако је први филм ове групе, А сада нешто сасвим другачије, представљао компилацију скечева из прве две сезоне телевизијске серије, Свети грал је нова прича која пародира легенду о потрази краља Артура за Светим гралом. Тридесет година касније, Ајдл је филм искористио као основу за мјузикл Спамалот.
Монти Пајтон и Свети грал је зарадио више него било који други британски филм приказан у Сједињеним Државама 1975. године. У САД је изабран за другу најбољу комедију свих времена у специјалном програму ABC-а Најбоље од филма: Најбољи филмови нашег времена. У Великој Британији, читаоци часописа Total Film 2000. године сместили су га на пето место најбољих филмских комедија свих времена; слична анкета гледалаца Канала 4 из 2006. године сврстала га је на шесто место.

## Радња
Године 932, краљ Артур и његов штитоноша Патси путују Британијом тражећи људе који ће се придружити витезовима Округлог стола. Успут, Артур расправља да ли би ластавице могле да носе кокосове орахе, препричава двома анархосиндикалним сељанима како је добио Екскалибур од Госпе од Језера, побеђује Црног витеза и посматра импровизовано суђење вештици. Регрутује сер Бедивира Мудрог, сер Ланселота Храброг, сер Галахада Чистог и сер Робина Не-баш-тако-храброг-као-што-је-сер-Ланселот, заједно са њиховим штитоношама и Робиновим минстрелима. Артур води витезове до Камелота, али се, после музичке сцене, предомисли, сматрајући га „блесавим местом”. Док се окрећу, појављује се Бог и наређује Артуру да пронађе Свети грал.
Артур и његови витезови стижу до замка који су заузели француски војници, који тврде да поседују Грал и изругују се Енглезима, спречавајући их да уђу. Бедивир смишља план да се ушуњају користећи тројанског зеца, али заборавља да каже осталима да се сакрију у њему, а Енглези су принуђени да побегну када тог зеца баце на њих. Артур одлучује да сваки витез треба да крене својим путем да потражи Грал. Савременог историчара који снима документарни филм о артуријанским легендама убија витез на коњу, што покреће полицијску истрагу.
На витешким путовањима, Артуру и Бедивиру један старац даје упутства и они покушавају да удовоље чудним захтевима страшних Витезова који кажу „Ни!”. Сер Робин избегава борбу са Троглавим витезом бежећи док се његове главе свађају. Сер Галахад долази до замка Антракс изнад којег се указује Грал, а који је пун младих жена, али га Ланселот невољно „спашава”. Ланселот добија поруку са стрелицом из Мочварног замка. Верујући да је белешку послала госпа која је приморана да се уда против своје воље, он јуриша на замак и убија неколико сватова, али открива да је поруку заправо послао женствени принц.
Артур и његови витезови се поново окупљају и придружују им се три нова витеза, као и брат Мејнард и његова браћа монаси. Упознају чаробњака Тима, који их упућује у пећину у којој је наводно записано место Грала. Улаз у пећину чува Зец из Кербанога. Потцењујући његову убојитост, витезови нападају, али Зец лако убија сер Борса, сер Гавејна и сер Ектора. Артур користи „Антиохијску ручну бомбу” коју је обезбедио брат Мејнард да уништи створење. Унутар пећине проналазе натпис Јосифа из Ариматеје који их упућује до замка Аргх. Анимирано пећинско чудовиште прождире брата Мејнарда, али Артур и витезови беже након што аниматор умре од срчаног удара.
Витезови се приближавају Мосту смрти, где их чувар моста изазива да одговоре на три питања након којих ће или проћи или ће бити бачени у Клисуру вечне погибељи. Ланселот лако одговара на једноставна питања и прелази мост. Робин је поражен неочекивано тешким питањем, а Галахад пада на лаком; обојица су бачени у клисуру. Када чувар моста Артуру постави нејасно питање о ластавицама, он од чувара моста тражи да разјасни на шта мисли; чувар не може да одговори и бива бачен у клисуру.
Артур и Бедивир не могу да пронађу Ланселота, несвесни да га је полиција ухапсила током истраге историчарове смрти. Њих двојица стижу до замка Аргх, али га проналазе окупираног од стране француских војника. Након што је на њих бачено ђубриво, они сазивају војску витезова и припремају се за напад на замак. Док војска долази, полиција стиже, хапси Артура и Бедивира и разбија камеру, завршавајући филм.

## Улоге
- Штит краља Артура
- Штит сер Бедивира
- Штит сер Ланселота
- Штит сер Галахада
- Штит сер Робина
- Штит Црног витеза
- Штит Троглавог витеза

| Глумац         | Улога                                                |
| -------------- | ---------------------------------------------------- |
| Грејам Чепмен  | краљ Артур                                           |
| Грејам Чепмен  | Бог (глас)                                           |
| Грејам Чепмен  | стражар који штуца                                   |
| Грејам Чепмен  | средња глава Троглавог витеза                        |
| Џон Клиз       | сер Ланселот Храбри                                  |
| Џон Клиз       | Црни витез                                           |
| Џон Клиз       | француски изругивач                                  |
| Џон Клиз       | чаробњак Тим                                         |
| Тери Гилијам   | Патси                                                |
| Тери Гилијам   | чувар моста                                          |
| Тери Гилијам   | Зелени витез                                         |
| Тери Гилијам   | сер Борс                                             |
| Тери Гилијам   | аниматор слабог срца                                 |
| Ерик Ајдл      | сер Робин Не-баш-тако-храбри-као-што-је-сер-Ланселот |
| Ерик Ајдл      | Ланселотов штитоноша Конкорд                         |
| Ерик Ајдл      | сакупљач мртвих                                      |
| Ерик Ајдл      | жбунар Роџер                                         |
| Ерик Ајдл      | брат Мејнард                                         |
| Тери Џоунс     | сер Бедивир Мудри                                    |
| Тери Џоунс     | принц Херберт                                        |
| Тери Џоунс     | Денисова мајка                                       |
| Тери Џоунс     | лева глава Троглавог витеза                          |
| Мајкл Пејлин   | сер Галахад Чисти                                    |
| Мајкл Пејлин   | вођа Витезова који кажу „Ни!”                        |
| Мајкл Пејлин   | лорд Мочварног замка                                 |
| Мајкл Пејлин   | Денис                                                |
| Мајкл Пејлин   | десна глава Троглавог витеза                         |
| Мајкл Пејлин   | наратор                                              |
| Кони Бут       | госпођица Излингтон / вештица                        |
| Керол Кливленд | Зут                                                  |
| Керол Кливленд | Динго                                                |
| Нил Инес       | вођа Робинових минстрела                             |
| Нил Инес       | главни монах                                         |
| Нил Инес       | витез Камелота                                       |
| Би Дафел       | старица                                              |
| Џон Јанг       | историчар Френк                                      |
| Џон Јанг       | старац                                               |
| Рита Дејвис    | Френкова жена                                        |
| Аврил Стјуарт  | др Пиглет                                            |
| Сели Кингхорн  | др Винстон                                           |

## Продукција

### Развој
У јануару 1973. чланови групе Монти Пајтон написали су први нацрт сценарија. Половина материјала смештена је у средњи век, а половина у савремено доба. Група је одлучила да се фокусира на средњи век, стављајући акценат на легенду о Светом гралу. До четвртог или петог нацрта сценарија, прича је била завршена, а глумци су се нашалили да би чињеница да Грал никада није пронађен била „велико разочарање... потпуни анти-климакс”. Грејам Чепмен је рекао да је изазов био укључити сцене које се нису уклапале у мотив Светог грала.
Ни Тери Гилијам ни Тери Џоунс никада раније нису режирали неки филм, а режију Светог грала описали су као искуство учења где су научили да снимају филмове тако што су снимили цео дугометражни филм. Глумачка екипа је духовито описала почетнички редитељски стил као ниво међусобног непоштовања који се увек налазио у делима Монтија Пајтона.
Ерик Ајдл је у једном твиту из 2021. открио је да је филм финансирало осам инвеститора: Led Zeppelin, Pink Floyd, Ијан Андерсон из Jethro Tull-а, копродуцент Светог грала Мајкл Вајт, Heartaches (крикет тим који је основао текстописац Тим Рајс), и три дискографске куће, укључујући Charisma Records, издавачку кућу која је објавила ране комичне албуме Монтија Пајтона. Према Гилијаму, Пајтони су се окренули рок звездама попут Pink Floyd-а и Led Zeppelin-а јер ниједан студио није хтео да финансира филм, а рок звезде су га виделе као „добар отпис пореза” пошто је највиша стопа пореза на доходак у Уједињеном Краљевству „добацивала чак до 90%” у време снимања. Ајдл и Гилијам су претходно споменули да је Елтон Џон такође допринео финансирању филма. Инвеститори су допринели целом оригиналном буџету од 175.350 фунти (око 410.000 долара 1974. године) и такође су добили проценат прихода од мјузикла Спамалот из 2005. године.

### Снимање
Монти Пајтон и Свети грал је највећим делом снимљен на локацијама у Шкотској, нарочито око замка Дун, долине Глен Коу и замка Сталкер у приватном власништву. Многи замкови који се појављују у филму углавном су били или замак Дун снимљен из различитих углова или висеће минијатуре. Постоји неколико изузетака: први снимак екстеријера замка на почетку филма је замак Кидвели у Велсу, а јединствени снимак екстеријера Мочварног замка током „Приче о сер Ланселоту” је замак Бодијам у Источном Сасексу; сви наредни снимци екстеријера и ентеријера тих сцена направљени су у замку Дун. Сценограф Џулијан Дојл испричао је да је његова екипа изградила зидине у шуми близу Дуна. Тери Џоунс се касније присетио да је екипа изабрала више замкова широм Шкотске за локације, али током две недеље пре почетка снимања, Шкотско одељење за животну средину одбило је да изда дозволу за коришћење замака у својој надлежности, из страха од оштећења.
На почетку „Приче о сер Робину”, приметан је спори зум камере на стеновити пејзаж (који наратор описује као „мрачну шуму Јуинг”). Ово је заправо фотографија клисуре у Националном парку Маунт Бафало у аустралијској држави Викторија. Дојл је 2000. године изјавио током интервјуа за часопис Hotdog да је то била слика направљена са свећама испод кадра (да дају топлоту). Ово је био јефтин метод за постизање убедљивог ефекта локације.
У DVD аудио коментару, Џон Клиз је описао изазове снимања и монтаже замка Антракс у „Причи о сер Галахаду”, при чему је сцена коју је сматрао најкомичнијом неискоришћена јер је у њој био видљив анахрони капут. Сцене замка Антракс су такође снимљене у једном делу Дуна, где је костимографкиња Хејзел Петиг саветовала против голотиње, облачећи девојке у тунике.
Сцена у којој се витезови боре против Зеца из Кербанога снимљена је у руднику Томнадашан. Коришћен је прави бели зец, који је у сценама убијања био замењен луткама. Ефекте угриза урадили су Гилијам и Џон Хортон, техничар за специјалне ефекте. Према Гилијаму, зец је био прекривен црвеном течношћу која је симулирала крв, иако његов власник није желео да се животиња испрља, нити је био обавештен о томе. Течност се показала тешком за уклањање са крзна. Гледајући уназад, Гилијам је такође изјавио да је филмска екипа могла само да купи неког зеца. Без обзира на то, сам зец није био повређен.
Као што је описано у Пајтоновом животу, Првих 20 година Монтија Пајтона и Аутобиографији Пајтона, Чепмен је патио од акрофобије, дрхтао и имао нападе заборава током снимања узроковане алкохолизмом, што га је навело да се уздржи од пића до краја продукције како би остао „уравнотежен”. Три године касније, у децембру 1977, Чепмен је постао трезвењак.
Првобитно је било планирано да витезови јашу праве коње, али након што је постало јасно да ће мали буџет филма то онемогућити (осим једног коња који се појављује у неколико сцена), Пајтони су одлучили да ће њихови ликови опонашати јахање, док ће њихови носачи каскати иза њих ударајући љуске кокоса једну о другу. Ова шала је изведена из старомодног звучног ефекта који се користио у радио емисијама за опонашање звука копита. Због овога, филм је у Немачкој објављен под насловом Die Ritter der Kokosnuß (Витезови кокоса). Слично томе, мађарски наслов Gyalog galopp преводи се као Галопирајући пешке.
Натписи у уводној шпици филма садрже псеудо-шведске титлове, који се убрзо претварају у позив гледаоцима да посете Шведску и виде лосове. Титлови се убрзо заустављају и појављује се порука да су људи одговорни за њих отпуштени, али се референце на лосове настављају у стварној шпици. Титлове је написао Мајкл Пејлин као начин да „забави 'заробљену' публику” на почетку филма.

## Објављивање
Монти Пајтон и Свети грал је премијерно приказан 3. априла 1975. у Лондону, након чега је 27. априла уследила биоскопска пројекција у Лос Анђелесу. Дан касније је објављен у америчким биоскопима.
Филм је имао своју телевизијску премијеру 25. фебруара 1977. на CBS-у. Пајтони су наводно били незадовољни када су открили да је ова мрежа извршила бројне измене на филму како би се смањила употреба вулгарних речи и приказивања крви. Група је повукла права на приказивање и након тога је филм у Сједињеним Државама емитован само на PBS-у, а касније и на другим каналима као што су Comedy Central и IFC, где се приказивао без измена.
Филм је доживео неколико реиздања. „Издање поводом 21. годишњице” објављено је 1995. са 24 секунде додатног материјала. Ова верзија са новим стерео саундтреком објављена је у америчким биоскопима 15. јуна 2001. године. Поново је објављена 14. октобра 2015. у Уједињеном Краљевству. Такође је биоскопски издата почетком децембра 2023. како би се прославила „48. и по годишњица” филма.

### Зарада
Филм је зарадио 122.200 долара током прве три недеље приказивања у Лондону. У првој недељи приказивања у Њујорку зарадио је 35.000 долара.
Према евиденцији NFFC-а, од 31. децембра 1978. године, дистрибутер је зарадио 2.358.229 фунти у Уједињеном Краљевству. Зарада у САД и Канади износила је 5,17 милиона долара.

## Пријем и наслеђе
Реакције критичара у време изласка филма биле су помешане. Винсент Кенби из The New York Times-а написао је у позитивној рецензији да је филм дотакао „неке ниске тачке”, али и да је имао гегове који су били „непрекидни, повремено надахнути и које не би требало откривати, иако не одаје превише да кажем да ми се посебно свидела се сцена у којој витезови, да би осигурали приступ непријатељском замку, долазе на идеју да направе тројанског зеца.” Чарлс Чамплин из Los Angeles Times-а такође је позитивно оценио филм, пишући да је „попут стрипа из Mad-а, није сигурно да ће се свидети свачијем укусу, али је тешко не волети његову младалачку веселост и живахну лудост. Штавише, његов осећај за забаву је опасно заразан.” Пенелопи Џилијат из The New Yorker-а назвала је филм „често безобзирно смешним, а понекад и делом комичног генија”.
Друге рецензије су биле мање ентузијастичне. Часопис Variety је написао да је прича била „у суштини изговор за сцене, неке забавне, друге претеране.” Џин Сискел из Chicago Tribune-а дао је филму две и по звездице, написавши да сматра да „садржи око 10 веома смешних момената и 70 минута тишине. Превеликом броју шала је требало превише времена за поставку, а ту особину деле и Врућа седла и Млади Франкенштајн. Чини ми се да преферирам Монтија Пајтона у деловима, у његовом оригиналном формату телевизијске ревије.” Гери Арнолд из The Washington Post-а назвао је филм „прилично забавном пародијом артуријанских легенди”, али „прилично спорим” у темпу, цитирајући шведске титлове у уводној шпици као пример како Пајтони „нису знали када да пусте неку фору”. Џеф Браун из The Monthly Film Bulletin-а написао је у помешаној рецензији да „визуелне лудорије групе и вербалне секвенце (неке добре, неке лоше, али углавном равнодушне) нагомилане једна на другу без пажње на разуман тајминг или структуру, као и форма која је почела као жустри напад на добро направљен ревијални скеч и генијална злоупотреба фрагментираног телевизијског стила презентације, прете да постану непопустљиве и неплодне као конвенције које су првобитно напале.”
Репутација филма се временом поправила. Године 2000. читаоци часописа Total Film прогласили су Свети грал петим најбољим хумористичким филмом свих времена. Наредни филм Монтија Пајтона, Житије Брајаново, нашао се на првом месту. Анкета гледалаца Канала 4 из 2006. о 50 најбољих филмских комедија сместила је Свети грал на шесто место (са Житијем Брајановим поново на врху листе). Године 2011, ABC-јев специјал у ударном термину, Најбоље од филма: Најбољи филмови нашег времена, одбројавао је најбоље филмове по избору обожавалаца на основу резултата анкете коју су спровели ABC и часопис People. Свети грал је изабран за другу најбољу комедију, после филма Има ли пилота у авиону?. Године 2016, часопис Empire је Свети грал рангирао на 18. место своје листе 100 најбољих британских филмова (Житије Брајаново се нашло на 2. месту), а у образложењу је навео: „Елвис је наручио једно издање овог класика комедије и погледао га пет пута. Ако је довољно добар за Краља, довољно је добар и за вас.”
У интервјуу на Универзитету Индијане у Блумингтону 2017. године, Џон Клиз је изразио разочарање крајем филма. „Највише ме нервира крај”, рекао је он након пројекције филма на факултетском кампусу, додајући да се „завршава онако како се завршава јер нисмо могли да смислимо ништа друго”. Међутим, сценарији за филм и бележнице које се налазе у приватној архиви Мајкла Пејлина, коју је поклонио Британској библиотеци 2017. године, документују најмање један алтернативни завршетак који је трупа разматрала, „битку између витезова Камелота, Француза и Зеца из Кербанога”. Због малог продукцијског буџета, Пајтони су одбацили идеју о „много скупљој опцији” у корист завршетка у којем је „краљ Артур ухапшен”, што је Пејлин сматрао „јефтинијим” и „смешнијим”.
Филм на веб-сајту Rotten Tomatoes има рејтинг одобравања од 96% на основу рецензија 83 критичара, са просечном оценом 8,50/10. Консензус веб-сајта гласи: „Култни класик, колико смешан толико и бесмислен, Монти Пајтон и Свети грал није изгубио ништа од свог изузетно шашавог шарма.” На Metacritic-у, филм има оцену 91 од 100 на основу 24 рецензије критичара, што указује на „универзално признање”.

### Спамалот
Филм је адаптиран у виду бродвејског мјузикла под насловом Спамалот, који је освојио награду Тони 2005. године. Написана првенствено од стране Ерика Ајдла, представа нуди ревидирану радњу, премда задржавајући многе шале из филма.
У мају 2018, 20th Century Fox је дао зелено светло за филмску адаптацију мјузикла. Ајдл је требало да напише сценарио, а Кејси Николо да режира. Било је предвиђено да снимање почне почетком 2019. године, али продукција је одложена због аквизиције 20th Century Fox-а од стране The Walt Disney Company-а. Најављено је да је пројекат преузео Paramount Pictures 6. јануара 2020, са Ајдлом и Николоом и даље у улогама сценаристе и редитеља, а Ден Џинкс се придружио као продуцент. Међутим, Ајдл је 2021. на свом Twitter налогу потврдио да филм неће бити снимљен јер су му се успротивила двојица његових бивших колега.
Представа је на Бродвеју поново почела да се претпремијерно емитује 31. октобра 2023. у Сент Џејмс театру, са званичном премијером 16. новембра исте године.
Године 2013, Пајтони су изгубили правни спор од Марка Форстатера, продуцента филма Монти Пајтон и Свети грал, дугујући 800.000 фунти правних трошкова и заосталих хонорара Форстатеру за дериватни рад на Спамалоту. Да би покрила ове трошкове, група се организовала и наступила у престави Монти Пајтон уживо (углавном), одржаној у лондонској Арени О2 у јулу 2014. године.
Спамалот је у Србији премијерно изведен 22. новембра 2015, а у улогама су се нашли Никола Којо, Никола Ђуричко, Гордан Кичић, Срђан Тимаров, Дејан Луткић, Иван Марковић, Мирољуб Турајлија и Јелена Јовичић.